# Jinsekikōgen
Jinsekikōgen (jap. 神石高原町 Jinsekikōgen-chō) – miasto w Japonii, na wyspie Honsiu, w prefekturze Hiroszima. Według danych na rok 2020 miejscowość zamieszkiwało 8 250 mieszkańców , a gęstość zaludnienia wyniosła 21,6 os./km².